# معركة كوهيما
كانت معركة كوهيما نقطة تحول في مسار هجوم يو-غو الياباني على الهند في عام 1944 خلال الحرب العالمية الثانية. دارت المعركة في ثلاث مراحل بين 4 أبريل و 22 يونيو 1944 بالقرب من بلدة كوهيما، عاصمة ناجالاند في شمال شرق الهند. ابتداء من 3 وحتى 16 أبريل، حاول اليابانيون الاستيلاء على أخدود كوهيما، وهو المعلم الذي يحكم الطريق الذي اعتمدت عليه القوات البريطانية والهندية المحاصَرة في إمفال والتابعة للفيلق الرابع من أجل الإمدادات. بحلول منتصف أبريل، تحررت القوات البريطانية والهندية القليلة في كوهيما.
في الفترة بين 18 أبريل وحتى 13 مايو، شنت قوات التعزيزات البريطانية والهندية هجومًا مضادًا لطرد اليابانيين من المواقع التي استولوا عليها. ترك اليابانيون الأخدود في تلك المرحلة ولكنهم استمروا في إغلاق طريق كوهيما-إمفال. في الفترة بين 16 مايو وحتى 22 يونيو، طاردت القوات البريطانية والهندية القوات اليابانية المنسحبة وأعادوا فتح الطريق. انتهت المعركة في 22 يونيو عندما التقت القوات البريطانية والهندية من كوهيما وإمفال في نقطة المسافات رقم 109، لينتهي بذلك حصار إمفال.
أُشير إلى المعركة عادة بمعركة «ستالينغراد الشرق». في 2013، صوت المتحف الوطني للجيش البريطاني على اختيار معركة إمفال وكوهيما لتكون «أعظم معارك بريطانيا».

## الخلفية
كانت خطة اليابانيين لغزو الهند، والتي حملت الاسم الكودي يو-غو، في الأصل تهدف إلى شن هجوم إحباطي ضد الفيلق الرابع البريطاني في إمفال بمانيبور، بغرض تعطيل خطط هجوم الحلفاء في ذلك العام. وسّع قائد الجيش الخامس عشر الياباني، الفريق رينيا موتاغوتشي، من نطاق الخطة لتشمل غزو الهند نفسها وربما الإطاحة بالراج البريطاني.
إذا تمكن اليابانيون من الحصول على موطئ قدم في الهند، فقد يظهروا ضعف الإمبراطورية البريطانية ويقدمون التشجيع للوطنيين الهنود في مجهوداتهم لإنهاء الاستعمار. علاوة على ذلك، فإن احتلال المنطقة المحيطة بإمفال سيؤثر بشدة على مجهودات الأمريكيين في إمداد جيش تشانغ كاي شيك في الصين. أُخمدت الاعتراضات في هيئات الأركان في العديد من مراكز القيادة، وصدّقت القيادة العامة للإمبراطورية على الهجوم في 7 يناير 1944.
شمل جزء من الخطة إرسال الفرقة 31 اليابانية (التي تكونت من الفوج 58 والفوج 124 والفوج 138 وفوج المدفعية الجبلية 31) للاستيلاء على كوهيما وبالتالي عزل إمفال. أمل موتاغوتشي في استغلال الإستيلاء على كوهيما في دفع الفرقة 31 نحو ديمابور، التي تعتبر نهاية خط السكة الحديدية وقاعدة لوجستية في وادي نهر براهمابوترا.
لم يكن قائد الفرقة 31، الفريق كوتوكو ساتو، سعيدًا بدوره. فهو لم يشارك في التخطيط للهجوم، كما عانى من هواجس شديدة بخصوص فرص نجاحه. إذ أخبر هيئة أركانه بالفعل بأنهم قد يتضورون جوعًا حتى الموت. بالاشتراك مع العديد من كبار الضباط اليابانيين، اعتبر ساتو أن موتاغوتشي «أحمقًا». كان ساتو وموتاغوتشي على جانبي النزاع خلال الانقسام الحادث بين فصيل التحكم توسيها وفصيل الطريقة الإمبراطورية كودوتشا في الجيش الياباني خلال بداية الثلاثينيات، واعتقد ساتو بأن لديه أسبابه للشك في نوايا موتاغوتشي.